# Adlerwarte Berlebeck
Koordinaten: 51° 53′ 30″ N, 8° 52′ 24″ O
Die Adlerwarte Berlebeck ist ein Vogelpark im Detmolder Stadtteil Berlebeck. Sie wurde 1939 vom Ehepaar Kati und Adolf Deppe gegründet und ist heute eine Einrichtung der Stadt Detmold.
Landschaftlich schön und für den Vogelflug günstig auf einem Bergrücken gelegen, beherbergt die Adlerwarte Berlebeck 46 verschiedene Greifvogelarten mit insgesamt über 200 Exemplaren. Während der Saison finden mehrmals täglich Freiflugvorführungen statt. Zu diesem Zweck wurde eine Zuschauertribüne mit 160 Sitzplätzen eingerichtet. In einem Lehr- und Informationszentrum wird Wissenswertes über Greifvögel, die Geschichte der Falknerei und die Aufgaben der Adlerwarte im Artenschutz vermittelt.

## Geschichte der Adlerwarte
Der aus Milse stammende Adolf Deppe kam 1938 auf der Suche nach einem Standort für die Einrichtung nach Detmold. Das Hermannsdenkmal und die Externsteine waren damals schon beliebte Ausflugsziele und Deppe erhoffte sich Synergien. Nachdem die Grotenburg als Standort von der lippischen Landesregierung abgelehnt worden war, fiel die Wahl auf Berlebeck. Er bezeichnete die mit Heide bedeckte felsige Bergkuppe, damals Hitlerhöhe genannt, wie geschaffen für den Freiflug von Greifvögeln. Die Anlage wurde Pfingsten 1939 eröffnet. Im Zweiten Weltkrieg (1939–1945) kamen nur wenige Besucher. Im April 1945 wurde die Anlage zerstört, nach der Währungsreform 1948 jedoch wieder aufgebaut.
Während der 1950er-Jahre diente die Adlerwarte auch als Kulisse einiger zeitgenössischer Heimatfilme. So wurden dort beispielsweise Filme wie Die Schlangengrube und das Pendel, Die Geierwally und Valley of the Eagles (Im Tal der Adler) gedreht.
Im Jahr 1971 wurde die Adlerwarte von den Deppes an die Stadt Detmold übergeben. Die Einrichtung wuchs und entwickelte sich weiter. 1975 wurde eine Auffangstation für kranke und verletzte Greif- und Eulenvögel eingerichtet. Die Adlerwarte Berlebeck arbeitet aktiv am Artenschutz bedrohter Greifvögel mit. Sie befasst sich nicht nur mit der Ausgewöhnung einheimischer verletzter Greifvögel, sondern hilft auch im Ausland. So wurden unter anderem in Ecuador und in Kenia Auffang- und Auswilderungsstationen eingerichtet. Im Jahre 1981 schlüpfte im Tierpark Berlin erstmals in der Welt ein Harpyienküken in Gefangenschaft. Es entstand aus einer Zuchtgemeinschaft eines weiblichen Berliner Vogels mit einem männlichen aus Berlebeck. Europaweit erstmals brütete 1989 in Berlebeck ein Andenkondorpaar.
In der Auffangstation für verletzte Wildvögel der Adlerwarte werden pro Jahr bis zu 230 verletzte Vögel aufgenommen. Davon können später 70 bis 75 Prozent wieder ausgewildert werden. Mit Förderung der NRW-Stiftung mit 246.000 Euro und der Gustav Baukloh-Stiftung mit 25.000 Euro wurde ab 2018 eine neue Auffangstation mit 330 Quadratmeter Fläche vom Förderverein Artenschutzzentrum e. V. gebaut. Für Wasservögel gibt es einen Volierentrakt mit Teich. Neben Futterküche, Klinikraum, Intensivstation gibt es einen Wohnraum für 24-Stunden-Betreuung für Teilnehmer am Bundesfreiwilligendienst und freiwilligen ökologischen Jahr. 2020 lebten in der Adlerwarte dauerhaft 48 verschiedene Arten von Greifvögeln, Geiern und Eulen, insgesamt über 200 Vögel. Etwa 100.000 Besucher gibt es pro Jahr.

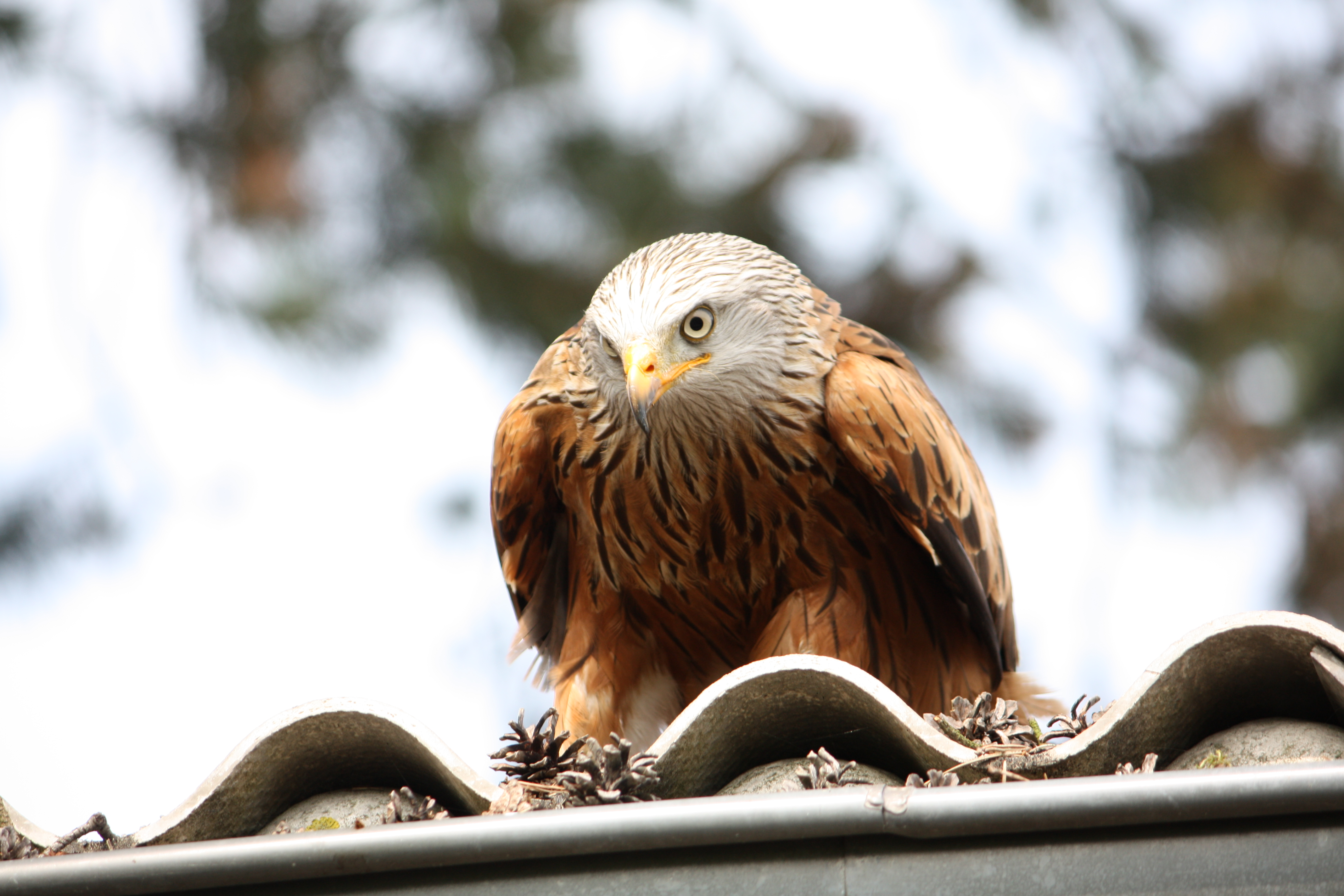
Rotmilan
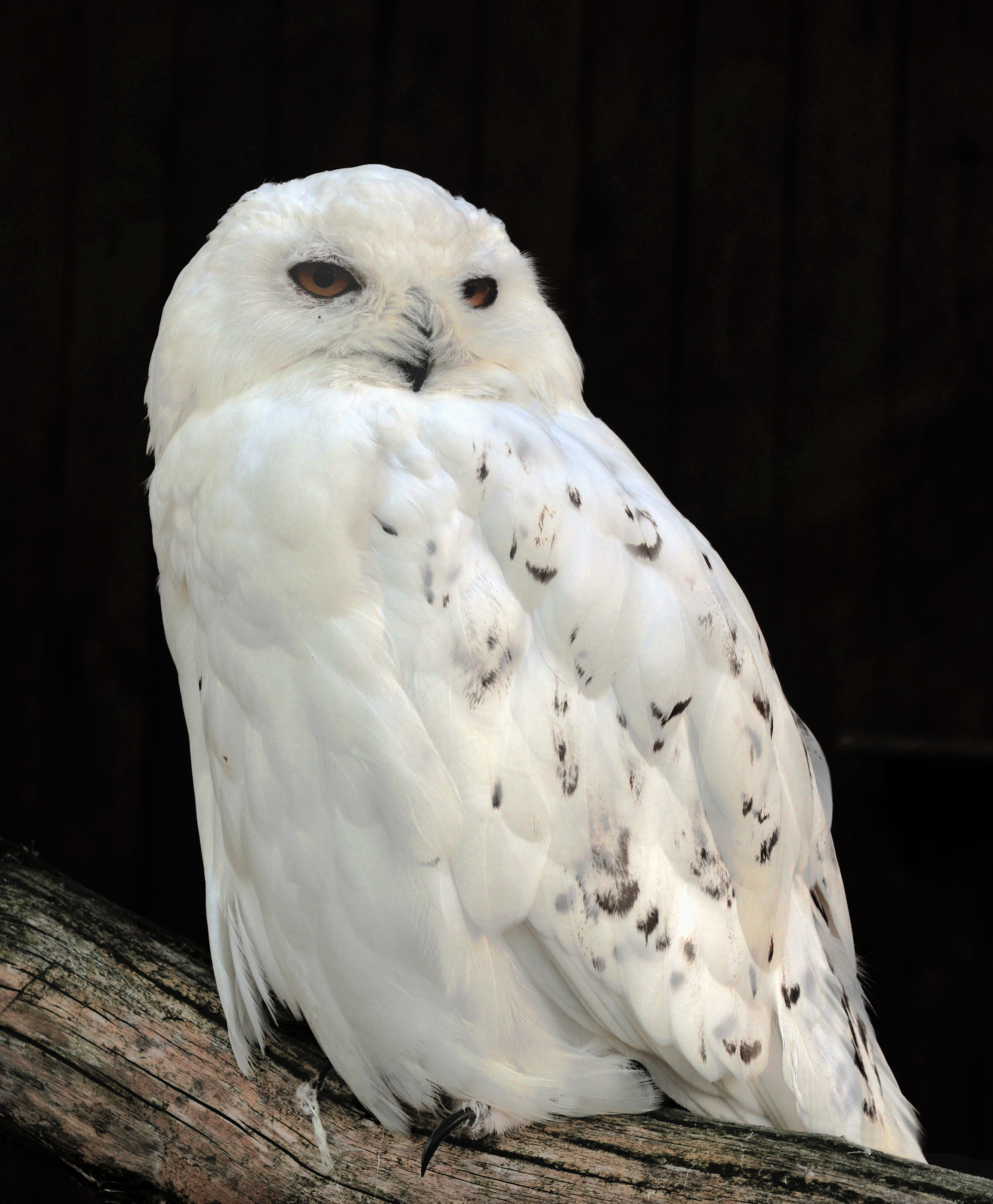
Männliche Schneeeule
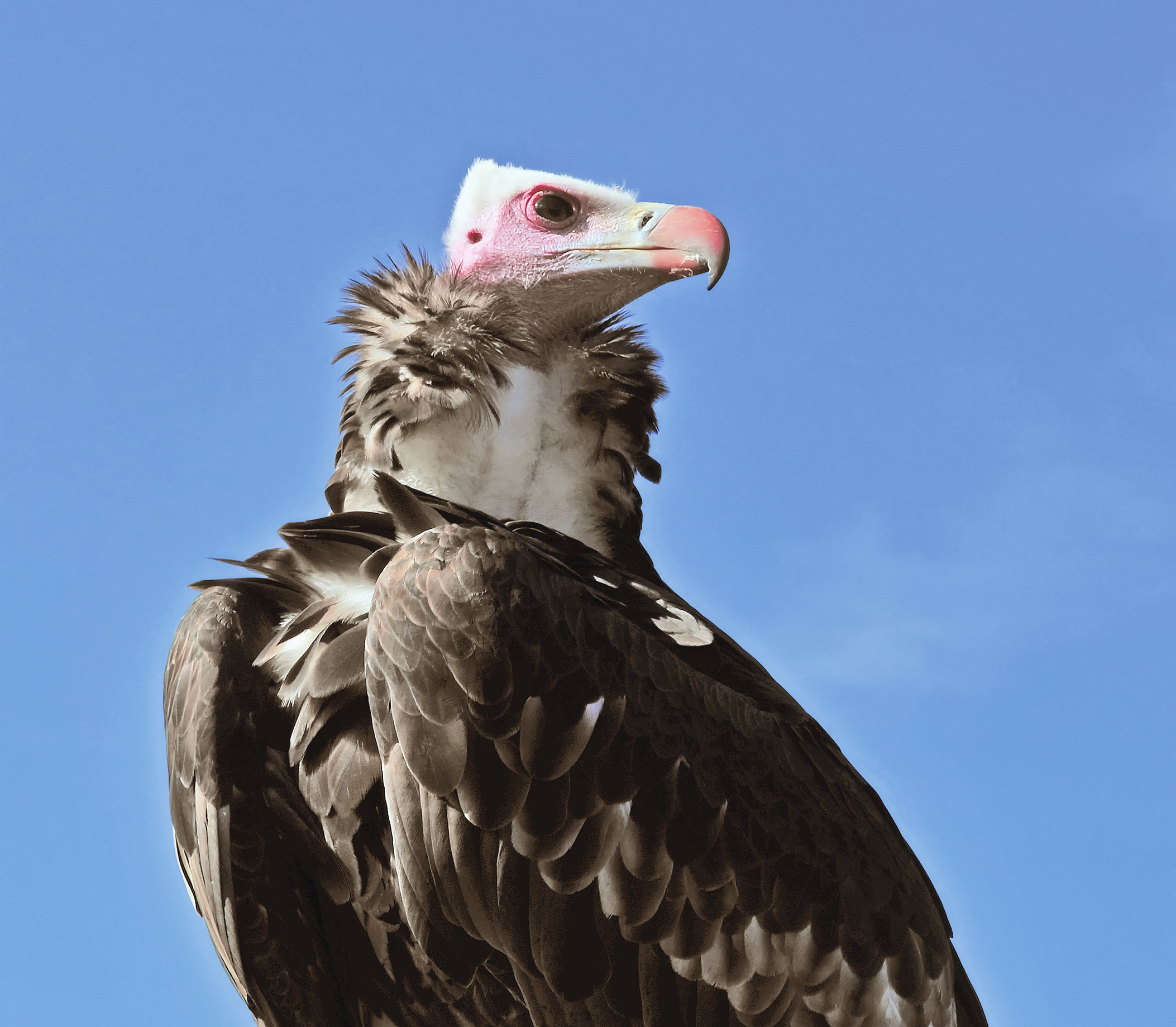
Wollkopfgeier
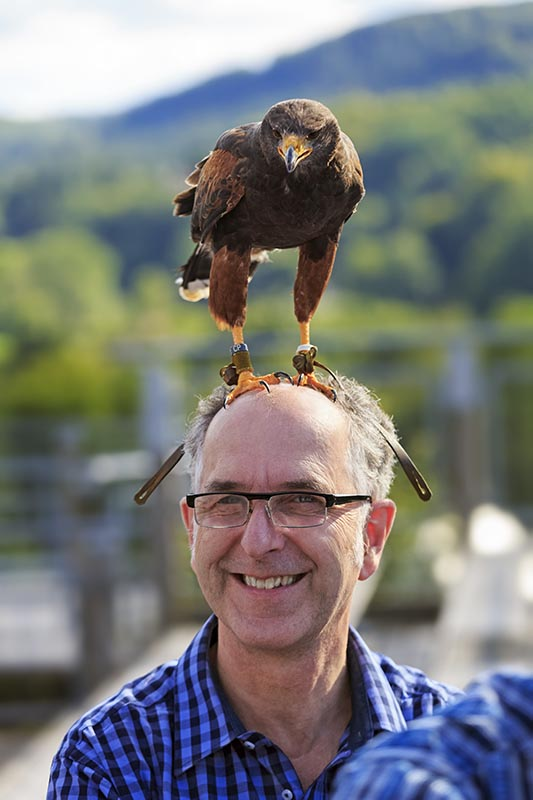
Wüstenbussard auf dem Kopf eines Besuchers (bei einer Flugvorführung, August 2017)